# Banchus mexicanus
Banchus mexicanus là một loài tò vò trong họ Ichneumonidae.